# David Levade
Jean David Paul Etienne Levade (* 2. Oktober 1750 in Lausanne; † 9. Januar 1834 ebenda) war ein Schweizer evangelischer Geistlicher und Hochschullehrer.

## Leben

### Familie
David Levade kam aus einer hugenottischen Familie, die ursprünglich aus Guyenne stammte und noch vor der Aufhebung des Edikts von Nantes in der Schweiz Zuflucht gesucht hatte. Er war der Sohn des Chirurgen und Apothekers Cyprien Louis (* 1707 in Bex; † 27. September 1783 in Lausanne) und dessen Ehefrau Judith (geb. Genevois) (* 30. November 1711 (Taufdatum) in Lausanne; † 19. Januar 1778 ebenda); zu seinen Geschwistern gehörte unter anderem der Mediziner Louis Levade (1748–1839).
Sein Grossonkel war der Geistliche Barthélémy Barnaud (1693–1747) und sein Neffe der spätere Politiker Charles-Louis Bugnion (1778–1834).
Seit 1780 war er mit Marie Anne, Tochter des Armenpflegers Salomon Bugnion (* 1707), und Witwe des Tuchhändlers und Färbers Abraham David Francillon, verheiratet.

### Werdegang
David Levade begann am 30. November 1769 ein Theologiestudium an der Académie de Lausanne und setzte das Studium an der Académie de Genève fort. In Lausanne hörte er unter anderem die Vorlesungen von Alexandre-César Chavannes (1731–1800).
1773 wurde er Pfarrer in London, bevor er von 1774 bis 1780 Pfarrer in Amsterdam war.
1780 kehrte er nach Lausanne zurück und war bis 1781 Vikar und Leiter der Wohltätigkeitsschulen für Kinder aus armen Familien.
Er wurde 1783 als Theologieprofessor an das Séminaire français berufen, das die zukünftigen reformierten Pfarrer ausbildete, die in Frankreich tätig werden sollten, und lehrte dort bis zu deren Auflösung.
Von 1810 bis 1834 war er, als Nachfolger des verstorbenen Gabriel Pichard (1753–1809), Theologieprofessor für Dogma und Kirchengeschichte an der Akademie in Lausanne tätig; in dieser Zeit war er von 1815 bis 1818 Rektor der Akademie. Aufgrund seines Alters erhielt er seit 1824 Unterstützung durch Jean-Louis-Gabriel Fabre (1797–1871).

### Geistliches und gesellschaftliches Wirken
David Levade war nach seiner Rückkehr nach Lausanne Kurator einer Bibliothek, die im ehemaligen Krankenhaus eingerichtet worden war und später mit der Akademischen Bibliothek zusammengelegt wurde (siehe auch Kantons- und Universitätsbibliothek Lausanne). Er war zudem Mitglied einer literarischen Gesellschaft, die sich wöchentlich in Lausanne traf und sich mit den verschiedensten Themen der Literatur, der Geschichte, der Religion, der Moral und der Politik beschäftigte und intensiv diskutierte.
Er gehörte 1814 zu den Mitbegründern der Bibelgesellschaft Société Levade, die unter anderem eine neue, dem hebräischen und griechischem Original getreuere, Bibelübersetzung erarbeiteten. Dazu übersetzte er auch sowohl religiöse als auch literarische englische Werke, unter anderem 1786 The Life and Opinions of Tristram Shandy, Gentleman (Leben und Ansichten von Tristram Shandy, Gentleman) von Laurence Sterne.
Er unterstützte auch William Beckford, der den Roman Vathek auf Französisch publizieren wollte und diesen Ende 1786 in Lausanne veröffentlichte.

## Trivia
David Levade hatte sich bereits frühzeitig mit seinem Tod beschäftigt und bereits 1814 seinen eigenen Sarg gebaut, den er in seinem Zimmer aufbewahrte und mit eigenhändig geschriebenen Passagen ausstattete.

## Schriften (Auswahl)
- William Dodd; David Levade: Les Méditations de Dodd dans sa prison. Amsterdam 1780.
- Laurence Sterne; David Levade: La suite de la vie et des opinions de Tristram Shandy. Neuchatel: De l'imprimerie de la Société Typographique, 1780.
- Sermons prononcés dans les églises d'Amsterdam et de Lausanne. Lausanne 1791.
- Jean Daniel Pierre Étienne Levade; Jacob Pierre Berthoud van Berchem; Jean Louis Antoine Reynier[16]: A true and surprising account of a natural sleep-walker. Edinburgh 1792.
- Recueil de mots français dérivés de la langue grecque. Lausanne 1804.
- William Paley; David Levade: Tableau des preuves évidentes du Christianisme.
  - Band 1. Lausanne 1806.
  - Band 2. Lausanne 1806.
- Essai sur les moyens de perfectionner l'instruction religieuse de la jeunesse. 1807.
- William Paley; David Levade: Horae Paulinae, ou la vérité de l'histoire de Saint Paul. Nîmes: De l'imprimerie de la veuve Belle, 1809.
- Hannah More; David Levade: Le Berger de la plaine de Salisbury. Lausanne 1815.
- Sur les sépultures. Lausanne: Chez les Frères Blanchard impr. de la Société de Bible et de celle des Traités, 1816.
- Recueil de divers traités religieux et moraux. Lausanne 1816.
- Liturgie de famille ou recueil de prières, pour servir au culte domestique et à l'instruction religieuse des familles. Lausanne 1823.
- Quelques réflexions sur l'instruction religieuse de la jeunesse, sur les temples, sur la mort et sur les sépultures. Lausanne 1826.